# AC/DC Live
AC/DC Live es un álbum en vivo de la banda de hard rock australiana AC/DC, publicado en 1992 en formato sencillo y doble (conocido como AC/DC Live: 2 CD Collector's Edition). El álbum es apoyado por un video, AC/DC: Live at Donington.
AC/DC Live: 2 CD Collector's Edition fue lanzado un mes después de la versión de un solo disco. En el año 2003 fue lanzado nuevamente como parte de la serie AC/DC remasters. Las grabaciones de este disco fueron tomadas de varias presentaciones en vivo de la banda realizadas a partir de 1991, y más específicamente de la gira soporte del disco The Razors Edge. La mayor parte de las grabaciones son de las presentaciones del "Monsters of Rock" en Donnington y Moscú, así como de otros conciertos pertenecientes a dicha gira.

## Lista de canciones

### Edición de 1 CD
| N.º | Título                        | Duración |  |
| 1.  | «Thunderstruck»               | 6:34     |  |
| 2.  | «Shoot to Thrill»             | 5:21     |  |
| 3.  | «Back in Black»               | 4:28     |  |
| 4.  | «Who Made Who»                | 5:15     |  |
| 5.  | «Heatseeker»                  | 3:37     |  |
| 6.  | «The Jack»                    | 6:56     |  |
| 7.  | «Moneytalks»                  | 4:18     |  |
| 8.  | «Hells Bells»                 | 6:01     |  |
| 9.  | «Dirty Deeds Done Dirt Cheap» | 5:02     |  |
| 10. | «Whole Lotta Rosie»           | 4:30     |  |
| 11. | «You Shook Me All Night Long» | 3:54     |  |
| 12. | «Highway to Hell»             | 3:58     |  |
| 13. | «T.N.T.»                      | 3:47     |  |
| 14. | «For Those About to Rock»     | 7:09     |  |

### Edición "2 CD Collector's Edition"
| Disco 1 |                               |          |  |
| N.º     | Título                        | Duración |  |
| 1.      | «Thunderstruck»               | 6:35     |  |
| 2.      | «Shoot to Thrill»             | 5:24     |  |
| 3.      | «Back in Black»               | 4:30     |  |
| 4.      | «Sin City»                    | 5:43     |  |
| 5.      | «Who Made Who»                | 5:17     |  |
| 6.      | «Heatseeker»                  | 3:40     |  |
| 7.      | «Fire Your Guns»              | 3:44     |  |
| 8.      | «Jailbreak»                   | 14:45    |  |
| 9.      | «The Jack»                    | 6:56     |  |
| 10.     | «The Razors Edge»             | 4:40     |  |
| 11.     | «Dirty Deeds Done Dirt Cheap» | 5:03     |  |
| 12.     | «Moneytalks»                  | 4:20     |  |

| Disco 2 |                                           |          |  |
| N.º     | Título                                    | Duración |  |
| 1.      | «Hells Bells»                             | 6:05     |  |
| 2.      | «Are You Ready»                           | 4:36     |  |
| 3.      | «That's the Way I Wanna Rock 'n' Roll»    | 4:00     |  |
| 4.      | «High Voltage»                            | 10:36    |  |
| 5.      | «You Shook Me All Night Long»             | 4:00     |  |
| 6.      | «Whole Lotta Rosie»                       | 4:33     |  |
| 7.      | «Let There Be Rock»                       | 12:20    |  |
| 8.      | «Bonny»                                   | 1:06     |  |
| 9.      | «Highway to Hell»                         | 4:00     |  |
| 10.     | «T.N.T.»                                  | 3:50     |  |
| 11.     | «For Those About to Rock (We Salute You)» | 7:10     |  |

## Personal

### Banda
- Brian Johnson - vocalista
- Angus Young - guitarra líder
- Malcolm Young - guitarra rítmica, coros
- Cliff Williams - bajo, coros
- Chris Slade - batería